# Olimpia Aldobrandini
Olimpia Aldobrandini (20 de abril de 1623 - 18 de dezembro de 1681) foi uma nobre da família Aldobrandini de Roma e a única herdeira da fortuna da família.

## Biografia
Aldobrandini nasceu em 20 de abril de 1623, filha de Giorgio Aldobrandini (Príncipe de Meldola, Sarsina e Rossano) e Ippolita Ludovisi (filha de Orazio Ludovisi, irmã de Niccolò Ludovisi e sobrinha do papa Gregório XV). 
Em 1638, ela se casou com o príncipe Paolo Borghese da família Borghese, que morreu em 1646. No ano seguinte, em 1647, casou-se com Camillo Pamphili (filho de Olimpia Maidalchini e sobrinho do papa Inocêncio X), que renunciou ao cardinalato para se tornar seu marido. Parte do seu dote de seu segundo casamento foi uma coleção de pinturas (incluindo obras-primas retiradas do duque de Ferrara "Camerino d’Alabastro"), villas em Montemagnanapoli e Frascati, grandes propriedades dos Albodrandini em Romanha em Corso, em Roma e o Palazzo Aldobrandini.
Estas propriedades e bens, assim, passaram para a família Pamphili e se tornaram o núcleo para a Galeria Doria Pamphilj.
Aldobrandini e Camillo Pamphili tiveram cinco filhos, incluindo Giovan Battista Pamphili, Benedetto Pamphili e Anna Pamphili que se casou com o nobre genovês Giovanni Andrea III Doria Landi em 1671. Quando o ramo romano da família Pamphlili terminou em 1760, foi Anna e Giovanni que herdaram o palácio em Roma.

### Descendência
- Filhos com o príncipe Borghese:

1. Giovanni Giorgio Borghese
2. Camillo Borghese
3. Francesco Borghese
4. Giovanni Battista Borghese, Príncipe Borghese (1639-1717) casado com Eleonora Boncompagni, tiveram filhos (incluindo Camillo Borghese, Príncipe de Sulmona, marido de Paulina Bonaparte).
5. Maria Virginia Borghese (1642-1718) casada com Agostino Chigi, príncipe de Farnese, Duque de Ariccia, deixaram descendência.

- Filhos com Pamphili:

1. Flaminia Pamphili (d.1709): (1) casada com Bernardino Savelli, Duque de Castelgandolfo, não deixaram descendência; (2) casada com Niccolo Francesco Pallavicini, príncipe de Civitella, não deixaram descendência.
2. Teresa Pamphili (1650-1704) casada com Carlos II Cybo-Malaspina, Duque de Massa e Príncipe de Carrara, com descendência.
3. Anna Pamphili (1652-1728) casada com Giannandrea Doria, Príncipe de Melfi; fundaram a linhagem Doria-Pamphili-Landi.
4. Benedetto Pamphili (1653-1730) Cardeal
5. Giambattista Pamphili, Príncipe de Carpinetti e de Belvedere (d.1717) casado com Violante Facchinetti e com uma filha Olimpia (1672-1731) que se casou com Filippo Colonna, Príncipe de Paliano, filho de Maria Mancini